# Орель
Оре́ль (Орёл, устар. Арель, укр. Орі́ль) — река, протекающая по территории Харьковской, Полтавской и Днепропетровской областей Украины, левый приток Днепра.

## Течение
Исток реки находится возле села Ефремовка (Лозовский район Харьковской области). Течёт по Лозовскому и Красноградскому районам Харьковской области, по границам Харьковской и Днепропетровской областей, и далее по границе Полтавской и Днепропетровской областей, а также по Днепровскому району Днепропетровской области. Впадает в Днепр на расстоянии 450 км от устья последнего, возле села Обуховка (Кировское).

## Описание реки
Длина реки — 320 км, площадь водосборного бассейна — 9800 км². Ширина долины Орели от 2-3 км в верховьях до 16 км (г. Перещепино) — 22 км (устье). Правые склоны долины крутые, высокие; левые — низкие, пологие. Пойма заболочена, её ширина 3-4 км, есть старицы. Уклон реки — 0,27 м/км. Течение спокойное, медленное. Русло очень извилистое, шириной от 2-10 м до 40 м, на плёсах — до 100 м. Глубина до 6 м. Дно песчаное. Замерзает в конце ноября — начале декабря, вскрывается — в конце марта.
Характерны весеннее половодье и летняя межень; на отдельных участках летом пересыхает. Питание в основном снеговое, также и дождевое. Средний расход воды в 31 км от устья 13,2 м³/с.
Минерализация воды р. Орель высокая; в среднем составляет: весеннее половодье — 1588 мг/дм³, летняя межень— 1964 мг/дм³, зимняя межень — 2109 мг/дм³.
Гидрологические посты около сёл Степановки (1930) и Черноглазовки (1925), пгт. Царичанки (1952). Вода используется для орошения и водоснабжения.

## Происхождение названия
Название происходит из тюркского Аирили (äirili — «косой, кривой»), äiri «косой» или тюркского airy «вилообразная ветка, трещина, угол», airyly «угловатый». В древних источниках называется Арель, когда и кто изменил название реки неизвестно. Историк С. М. Соловьёв сообщает: 

Что касается границ станичных разъездов, то во время управления боярина Никиты Романовича путивльские станицы ездили к верховьям Тора, по Миюсу, Самаре, Арели к Днепру до Песьих Костей;

## Фауна
В реке водятся сом, лещ, щука, судак, окунь, карась, плотва, налим, вьюн. Из млекопитающих встречаются зайцы, лисицы, кабаны, волки, косули, пятнистые олени.
Изучение орнитофауны проводились в 1980—1983 годах, а также Зарудным Н. А. в начале 20 столетия. У реки обитает большое многообразие птиц: дикие утки, кулики, водяные курицы, фазаны, цапли, журавли, куропатки, перепела. Встречается лунь болотный и степной ястреб, также встречаются красноносый нырок, чайка озерная, белощекая крачка, желтоголовая трясогузка, дрозд-рябинник, усатая синица. Дрофы которые относятся к пустынно-степному фаунистическому комплексу и были отмечены в исследованиях Зарудного Николая Алексеевича исчезли из фауны.
Берега местами покрыты пойменными лесами.
В низовьях находится Днепровско-Орельский природный заповедник.

## Флора
На территории басейна реки Орель зафиксировано 6 видов растений которые относятся к Красной книге Украины.

## Искусственное русло
В 1967 году в низовье реки (бывший Петриковский район Днепропетровской области) от села Могилёв (18 км выше старого устья Орели) до пгт. Обуховка на протяжении 61 км сооружено искусственное русло Орели. Ныне Орель впадает в Днепр на расстоянии 450 км от устья последнего, что 41 км ниже старого русла. На участке от села Приднепрянское до села Могилёв река изменила своё течение на обратное. По заплаве Орели проходит трасса канала Днепр-Донбасс, построенного в 1970—1981 гг. Гидросооружения изменили русло реки. Теперь длина реки составляет 370 км.

## Проблемы

### Обмеление
С 2010 по 2020 год произошло частичное обмеление реки, в среднем уровень воды упал от 0,5 до 1 метра. К обмелению также приводит пересыпка некоторых ответвлений русла.

## Населённые пункты
Вниз по течению: Ефремовка, Верхняя Орелька, Лиговка, Чернявщина, Шандровка, Богатая Чернещина, Перещепино, Лычково, Колпаковка, Котовка, Рясское, Чернетчина, Гупаловка, Нехвороща, Шедиево, Маячка, Бабайковка, Царичанка, Китайгород, Могилев, Приднепрянское.
Объекты на реке Орель (от истока к устью)
| Страна       | Область          | Расстояние от устья, км | Расстояние от истока, км | Название          | Тип               | Примечание                                          |
| ------------ | ---------------- | ----------------------- | ------------------------ | ----------------- | ----------------- | --------------------------------------------------- |
| Флаг Украины | Харьковская      | 320                     | 0                        | исток             |                   | с. Ефремовка Первомайский район Харьковской области |
| Флаг Украины | Харьковская      | 305                     | 15                       | Шляховая          | правый приток     | длина 14 км, бассейн 103 км²                        |
| Флаг Украины | Харьковская      | 268                     | 52                       | Куцый (Сугарь)    | правый приток     | длина 16 км, бассейн 84 км²                         |
| Флаг Украины | Харьковская      | 251                     | 69                       | Орелька           | левый приток      | длина 95 км, бассейн 805 км²                        |
| Флаг Украины | Харьковская      | 224                     | 96                       | Вшивая            | правый приток     | длина 29 км, бассейн 195 км²                        |
| Флаг Украины | Харьковская      | 198                     | 122                      | Богатая           | правый приток     | длина 67 км, бассейн 563 км²                        |
| Флаг Украины | Днепропетровская | 196                     | 124                      | Богатенькая       | левый приток      | длина 29 км, бассейн 207 км²                        |
| Флаг Украины | Харьковская      | 186                     | 134                      | Можарка           | правый приток     | длина 24 км, бассейн 102 км²                        |
| Флаг Украины | Днепропетровская | 178                     | 142                      | Широкая Кильченка | левый приток      | длина 26 км, бассейн 104 км²                        |
| Флаг Украины | Днепропетровская | 178                     | 142                      | Перещепино        | город             |                                                     |
| Флаг Украины | Харьковская      | 161                     | 159                      | Балка Бердянка    | правый приток     | длина 18 км, бассейн 52 км²                         |
| Флаг Украины | Харьковская      | 150                     | 170                      | Берестовая        | правый приток     | длина 99 км, бассейн 1810 км²                       |
| Флаг Украины | Харьковская      | 137                     | 183                      | Орчик             | правый приток     | длина 104 км, бассейн 1465 км²                      |
| Флаг Украины | Полтавская       | 92                      | 228                      | Мокрая Липянка    | правый приток     | длина 43 км, бассейн 425 км²                        |
| Флаг Украины | Полтавская       | 82                      | 238                      | Нехворощанка      | правый приток     | длина 17 км, бассейн 100 км²                        |
| Флаг Украины | Днепропетровская | 68                      | 252                      | Мокрая Заплавка   | левый приток      | длина 30 км, бассейн 301 км²                        |
| Флаг Украины | Днепропетровская | 59                      | 261                      | Мокрая Маячка     | правый приток     | длина 22 км, бассейн 268 км²                        |
| Флаг Украины | Днепропетровская | 47                      | 273                      | Журавка           | левый приток      | длина 24 км, бассейн 187 км²                        |
| Флаг Украины | Днепропетровская | 38                      | 282                      | Прядивка          | правый приток     | длина 23 км, бассейн 231 км²                        |
| Флаг Украины | Днепропетровская | 38                      | 282                      | Царичанка         | посёлок гор. типа | ← среднегодовой расход 10,6 м³/с                    |
| Флаг Украины | Днепропетровская | 9                       | 311                      | Очеп              | правый приток     | длина 14 км, бассейн 121 км²                        |
| Флаг Украины | Днепропетровская | 0                       | 320                      |                   | устье             | в 491 км от устья Днепра                            |